# C. K. Williams

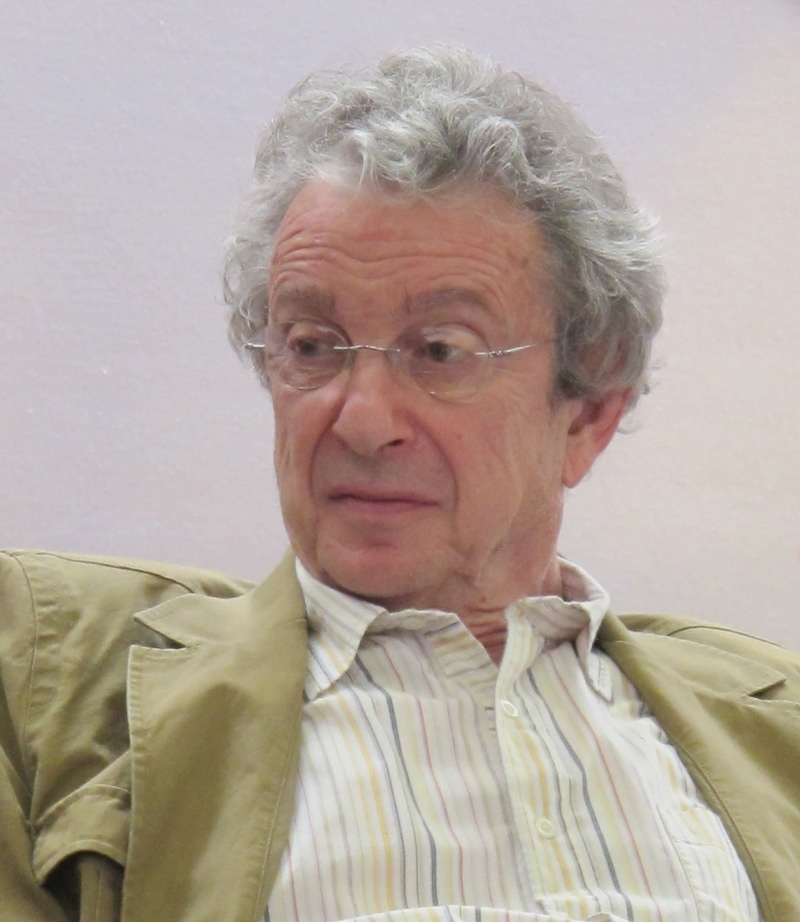
C. K. Williams (2011)

Charles Kenneth Williams (* 4. November 1936 in Newark, New Jersey; † 20. September 2015 in Hopewell, New Jersey) war ein US-amerikanischer Dichter, der für seine Anthologie Flesh and Blood 1987 mit dem National Book Critics Circle Award geehrt wurde. Sein späterer Gedichtband Repair wurde 1999 mit dem Los Angeles Times Book Prize und 2000 auch noch mit dem Pulitzer-Preis für Dichtung ausgezeichnet, während er 2003 für den Gedichtband The Singing mit dem National Book Award in der Kategorie Lyrik geehrt wurde.

## Leben

### Studium, Beginn der schriftstellerischen Laufbahn und Schaffenskrise
C. K. Williams absolvierte nach dem Besuch der Columbia High School in Maplewood ein Studium an der Bucknell University sowie an der University of Pennsylvania, das er 1959 mit einem Bachelor of Arts (B.A.) abschloss. Später nahm er den Ruf auf eine Professur für kreatives Schreiben an der George Mason University sowie später an der Princeton University an.
Sein dichterisches Debüt gab er 1969 mit Lies, dem 1972 die Sammlung I Am the Bitter Name folgte. In dieser Zeit engagierte er sich als überzeugter Pazifist gegen den Vietnamkrieg und gegen die Niederschlagung der Studentenproteste in den USA. Er verband diese Themen in Gedichten wie „In the Heart of the Beast“ über das Kent-State-Massaker vom 4. Mai 1970, als die Nationalgarde von Ohio die Studentenunruhen an der Kent State University blutig niederschlug und vier Studenten erschossen sowie neun weitere teils schwer verletzt wurden. Dieses Gedicht beginnt herausfordernd mit den Worten: „this is fresh meat right mr nixon?“ (‚dies ist frisches fleisch nicht wahr herr nixon?‘), eine Anklage gegenüber dem damaligen US-Präsidenten Richard Nixon.
Danach fiel er in eine – auch durch die Scheidung seiner ersten Ehe bedingte – längere Schaffenskrise und Depression, die er selbst als „a combination of divorce depression and poetry depression and post-book depression“ bezeichnete. Diese Krise durchbrach er erst in den folgenden Jahren, nachdem er seine zweite Frau, die Französin Catherine Mauger, geheiratet hatte und verschiedene Reisen nach Paris unternahm. 1975 übernahm er zunächst eine Professur an einem College in Philadelphia sowie kurz darauf an der Drexel University und am Franklin & Marshall College.
Seit 2000 war Williams Mitglied in der American Academy of Arts and Sciences und seit 2003 der American Academy of Arts and Letters. 2012 entstand über ihn der Film The Color of Time und er wurde von James Franco dargestellt.
Williams starb im September 2015 im Alter von 78 Jahren in seinem Zuhause in Hopewell, New Jersey, an den Folgen einer Erkrankung an Multiplem Myelom.

### National Book Critics Circle Award, Pulitzer-Preis für Dichtung und National Book Award in der Kategorie Lyrik
Nachdem er die Anthologien With Ignorance (1977) sowie Tar (1983) veröffentlicht hatte, erschien 1987 der mit dem National Book Critics Circle Award ausgezeichnete Gedichtband Flesh and Blood.
Für seinen 1999 veröffentlichten Gedichtband Repair wurde Williams 1999 sowohl mit dem Los Angeles Times Book Prize als auch 2000 mit dem Pulitzer-Preis für Dichtung geehrt. Dieser Band erhielt das längere Gedicht „King“, zu dem er durch ein Ereignis nach der Ermordung von Martin Luther King am 4. April 1968 inspiriert worden war. Darin beschrieb er, wie zwei weiße Polizisten „einen großen, gutaussehenden schwarzen Mann, bärtig, einen Künstler“ auf dem Weg zu einer Gedenkveranstaltung provozierten, und er dieses mit den Worten verarbeitet:
„Black man, white man: I can still see us, one standing stricken, the other stalking away;
I can still feel the anger, feel still because it is still in me my helpless despair.“
‚Schwarzer Mann, weißer Mann: Ich kann uns immer noch sehen, einer in Stellung stehend, der andere wegstelzend;
Ich kann immer noch den Zorn spüren, fühle immer noch, weil diese immer noch in mir ist, meine hilflose Verzweiflung.‘
2003 wurde Williams, der zeitweilig auch mit einem Guggenheim-Stipendium unterstützt wurde, mit dem National Book Award in der Kategorie Lyrik für The Singing (2003) ausgezeichnet.

### Meditationen über das Sterben:Writers Writing Dying
In seinem 2012 erschienenen Gedichtband Writers Writing Dying befasste er sich mit Meditationen über das Sterben. Darin würdigt er Dichter wie Robert Frost, Gerard Manley Hopkins, Colette, William Blake, Charles Dickens, Philip Larkin, John Keats, William Butler Yeats, Rainer Maria Rilke, Matsuo Bashō, John Peale Bishop und Pablo Neruda. Inmitten der darin enthaltenen Würdigungen für verstorbene dichterische Vorbilder und lebendige Erinnerungen über erste, noch im Gedächtnis verbliebene sexuelle Erfahrungen, wühlt er auch im Sumpf der eigenen Sterblichkeit.
In „Poem for Myself for My Birthday“ schreibt er „this time my birthday’s a tractor-trailer skidding sideways on ice and I’m noodling by on my bike“ (‚dieses Mal ist mein Geburtstag ein Sattelzug, der seitlich auf dem Eis rutscht, und ich nudel vorbei auf meinem Fahrrad‘), während er in „Salt“ notiert: “I’m here on the long low-tide beach of age with briny time/licking insidious eddies over my toes” (‚Ich bin hier am langen Ebbe-Strand des Alters mit salziger Zeit / heimtückische Wirbel über meine Zehen leckend.‘) In „Whacked“ schreibt er: „But, ah, I’d still/if I could lie down like a mare giving birth, arm in my own uterine channel to tug out another,/one more, only one more, poor damp little poem, then I’ll be happy – I promise, I swear.“ (‚Aber, ach, Ich hätte noch/wenn ich niederliegen könnte wie eine gebärende Stute, den Arm in meinem eigenen Geburtskanal, um ein anderes heraus zu ziehen,/ein weiteres, nur ein weiteres, armes feuchtes kleines Gedicht, dann würde ich glücklich sein – Ich verspreche es, ich schwöre es.‘)

## Veröffentlichungen
- Lies, 1969
- I Am the Bitter Name, 1972
- The sensuous President, 1972
- With Ignorance, 1977
- Tar. Poems, 1983
- Lark, the Thrush, the Starling: poems from Issa, 1983
- Flesh and Blood. Poems, 1987
- Poems: 1963-1983, 1989
- The Bacchae of Euripides: A New Version, 1990
- Helen, 1991
- A Dream of Mind. Poems, 1992
- New & selected poems, 1995
- The Vigil. Poems, 1997
- Poetry and consciousness, 1998
- Repair. Poems, 1999
- Misgivings: my mother, my father, myself, 2000
- Love about love, 2001
- The Singing. Poems, 2003[5]
- Collected Poems, 1963-2006, 2006[6][7]
- How the Nobble was finally found, 2009
- Wait: poems, 2010
- On Whitman, 2010[8]
- A not scary story about big scary things, 2010
- In time. Poets, poems, and the rest , 2012
- Writers Writing Dying, 2012

in deutscher Sprache:
- Von nun an : Gedichte, Übersetzung von Walter Thümler, Leipziger Literaturverlag, Leipzig 2010, ISBN 978-3-86660-098-0, deutsch und englisch.